# Матчи сборной СССР по хоккею с шайбой (1975—1979)

## 1975
| №408 09.03.75. | Ландсхут. СССР — ФРГ — 10:2 (2:0, 6:1, 2:1) | Товарищеский матч                      |
| СССР: Третьяк (Криволапов, 41); Васильев — Гусев, Тюрин — Лутченко (2), А. Филиппов — Федоров (1); Михайлов (1) — Петров (1) — Харламов, Шалимов (2) — Шадрин — Капустин, Лебедев (1) — Анисин (1) — Климов (1), Викулов.                    | |                                        |
| №409 18.03.75. | Прага. СССР — ЧССР — 1:6 (1:2, 0:2, 0:2) | Приз газеты «Известия»                 |
| СССР: Третьяк; Васильев — Гусев, Цыганков — Ляпкин, Тюрин — Лутченко, А. Филиппов; Михайлов — Петров — Харламов (1), Викулов — Шадрин — А. Якушев, Мальцев — Шалимов — Капустин, Лебедев, Анисин.                                            | |                                        |
| №410 19.03.75. | Прага. СССР — ЧССР — 2:4 (1:0, 1:1, 0:3) | Приз газеты «Известия»                 |
| СССР: Третьяк; Васильев (1) — Гусев, А. Филиппов — Ляпкин, Цыганков — Лутченко; Михайлов — Петров — Харламов, Анисин — Шадрин — А. Якушев, Викулов — Мальцев (1) — Лебедев.                                                                  | |                                        |
| №411 21.03.75. | Прага. СССР — ЧССР — 3:9 (1:4, 1:3, 1:2) | Приз газеты «Известия»                 |
| СССР: Третьяк (Криволапов 9; Третьяк 41); Васильев — Гусев, А. Филиппов — Ляпкин (1), Цыганков — Лутченко, Тюрин; Михайлов — Петров (1) — Харламов, Лебедев — Шадрин — А. Якушев (1), Викулов — Анисин — Мальцев, Капустин, Климов, Шалимов. | |                                        |
| №412 25.03.75. | Стокгольм. СССР — Швеция — 9:2 (4:1, 3:0, 2:1) | Приз газеты «Известия»                 |
| СССР: Третьяк; Васильев — Лутченко (4), Тюрин — Ляпкин, Цыганков — А. Филиппов; Михайлов (1) — Петров — Харламов (1), Шалимов (1) — Шадрин — А. Якушев (1), Викулов — Мальцев (1) — Капустин.                                                | |                                        |
| №413 26.03.75. | Стокгольм. СССР — Швеция — 7:4 (2:3, 4:0, 1:1) | Приз газеты «Известия»                 |
| СССР: Криволапов; Васильев — Лутченко, Тюрин — Ляпкин, Цыганков — Федоров (1); Михайлов (1) — Петров (3) — Харламов, Шалимов (1) — Шадрин — А. Якушев (1), Лебедев — Анисин — Климов.                                                        | |                                        |
| №414 28.03.75. | Гётеборг. СССР — Швеция — 3:3 (1:1, 1:2, 1:0) | Приз газеты «Известия»                 |
| СССР: Третьяк; Васильев — Лутченко, Тюрин — Ляпкин (1), Цыганков — Куликов, А. Филиппов — Федоров; Михайлов — Петров — Харламов, Шалимов — Шадрин — А. Якушев, Викулов — Мальцев (2) — Капустин, Лебедев — Анисин — Климов.                  | |                                        |
| №415 03.04.75. | Мюнхен. СССР — США — 10:5 (5:2, 1:1, 4:2) | Чемпионат мира по хоккею с шайбой 1975 |
| СССР: Третьяк; Васильев — Лутченко, Тюрин — Ляпкин, Цыганков — Федоров; Михайлов (2) — Петров — Харламов (1), Шалимов (1) — Шадрин (1) — А. Якушев (3), Викулов — Мальцев (1) — Капустин (1), Анисин.                                        | |                                        |
| №416 05.04.75. 6 000 зрителей. | Мюнхен. Судьи Компала (ФРГ), Ли (США). СССР — Финляндия — 8:4 (3:2, 1:1, 4:1) Голы: Харламов (Михайлов, 1), Петров (Васильев, 5), Харламов (Михайлов, 7), Капустин (25), Шалимов (Шадрин, 46), Мальцев, 50), Шалимов (Ляпкин, 55), Шадрин (Якушев, 60) — Марьямяки (Хагман, Оксанен, 6), Линнонмаа (Мурто, 19), Вехманен (Мононен, 28), Оксанен (Марьямяки, 41). | Чемпионат мира по хоккею с шайбой 1975 |
| СССР: Третьяк; Васильев — Лутченко, Ляпкин — А. Филиппов, Цыганков — Федоров; Михайлов — Петров (1) — Харламов (2), Шалимов (2) — Шадрин (1) — А. Якушев, Мальцев (1) — Анисин — Капустин (1).                                               | |                                        |
| №417 06.04.75. | Мюнхен. СССР — Польша — 13:2 (3:0, 7:0, 3:2) | Чемпионат мира по хоккею с шайбой 1975 |
| СССР: Криволапов; Васильев — Лутченко, Цыганков — Ляпкин, Тюрин — Федоров; Михайлов (1) — Петров — Харламов (1), Шалимов (2) — Шадрин (3) — А. Якушев (2), Мальцев — Анисин (3) — Капустин (1), Лебедев, Викулов.                            | |                                        |
| №418 08.04.75. 10 000 зрителей. | Мюнхен. Судьи Браун (Канада), Ли (США). СССР — ЧССР — 5:2 (0:1, 3:0, 2:1) Голы: Капустин (Анисин, 24), Якушев (Шадрин, 26), Якушев (Шадрин, Васильев, 37), Петров (Михайлов, 44), Харламов (Петров, Михайлов, 55) — Б .Штястны (Дворжак, 7) , Голик (Кохта, Эберманн, 45). | Чемпионат мира по хоккею с шайбой 1975 |
| СССР: Третьяк; Васильев — Лутченко, Цыганков — Ляпкин, Тюрин — Федоров; Михайлов — Петров (1) — Харламов (1), Шалимов — Шадрин — А. Якушев (2), Мальцев — Анисин — Капустин (1).                                                             | |                                        |
| №419 10.04.75. 10 000 зрителей. | Мюнхен. Судьи Компалла (ФРГ), Ли (США). СССР — Швеция — 4:1 (2:0, 1:1, 1:0) Голы: Якушев (Шадрин, 7), Мальцев (15), Капустин (Федоров, 31), Харламов (Петров, Михайлов, 50) — Т. Лундстрём (37). | Чемпионат мира по хоккею с шайбой 1975 |
| СССР: Третьяк; Васильев — Лутченко, Цыганков — Ляпкин, А. Филиппов — Федоров; Михайлов — Петров — Харламов (1), Шалимов — Шадрин — А. Якушев (1), Мальцев (1) — Анисин — Капустин (1), Викулов — Лебедев.                                    | |                                        |
| №420 12.04.75. | Дюссельдорф. СССР — США — 13:1 (1:0, 2:0, 10:1) | Чемпионат мира по хоккею с шайбой 1975 |
| СССР: Третьяк; Васильев — Лутченко, Цыганков — Ляпкин (1), Тюрин (1) — Федоров; Михайлов — Петров (2) — Викулов (3), Шалимов — Шадрин (1) — А. Якушев (2), Мальцев (1) — Анисин — Капустин (2), Лебедев.                                     | |                                        |
| №421 14.04.75. 4 900 зрителей. | Дюссельдорф. Судьи Хандквист (Швеция), Компалла (ФРГ). СССР — Финляндия — 5:2 (2:1, 2:0, 1:1) Голы: Якушев (7), Харламов (9), Михайлов (Харламов, 25), Михайлов (Харламов, 30), Михайлов (Петров, 48) — Леппя (12), Репо (Вехманен, 47). | Чемпионат мира по хоккею с шайбой 1975 |
| СССР: Третьяк; Васильев — Лутченко, Цыганков — Ляпкин, Тюрин — Федоров; Михайлов (3) — Петров — Харламов (1), Шалимов — Шадрин — А. Якушев (1), Мальцев — Анисин — Капустин.                                                                 | |                                        |
| №422 15.04.75. 5 000 зрителей. | Дюссельдорф. Судьи Батя (чсср), Сеппонен (Финляндия) СССР — Польша — 15:1 (3:0, 7:1, 5:0) Голы: Тюрин (Капустин, 7), Капустин (Мальцев, 8), Капустин (Мальцев, 15), Шалимов (Цыганков, 23), Викулов (Цыганков, 23), Харламов (Петров, Васильев, 31), Васильев (Харламов, 33), Харламов (Петров, 35), Викулов (Щадрин, 38), Филиппов (Шалимов, 38), Шадрин (Филиппов, Шалимов, 43), Мальцев (49), Шадрин (Шалимов, 53), Филиппов (53), Шалимов (Шадрин, Викулов, 60) — Рыбский (Яскерский, Хованец, 33). | Чемпионат мира по хоккею с шайбой 1975 |
| СССР: Криволапов; Васильев (1) — Лутченко, А. Филиппов (2) — Цыганков, Тюрин (1) — Федоров; Викулов (2) — Петров — Харламов (2), Шалимов (2) — Шадрин (2) — Лебедев, Мальцев (1) — Анисин — Капустин (2).                                    | |                                        |
| №423 17.04.75. 9 500 зрителей. | Дюссельдорф. Судьи Браун (Канада), Ли (США). СССР — ЧССР — 4:1 (1:0, 1:1, 2:0) Голы: Петров (Харламов, 20, бол.), Лутченко (Михайлов, Цыганков, 22), Шалимов (Шадрин, Якушев, 51), Шалимов (Цыганков, 54) — Э. Новак (Махач, Поспишил, 27, бол.). | Чемпионат мира по хоккею с шайбой 1975 |
| СССР: Третьяк; Васильев — Лутченко (1), Цыганков — Ляпкин, Тюрин — Федоров; Михайлов — Петров (1) — Харламов, Шалимов (2) — Шадрин — А. Якушев, Мальцев — Анисин — Капустин.                                                                 | |                                        |
| №424 19.04.75. 9 000 зрителей. | Дюссельдорф. Судьи Браун (Канада) Сеппонен (Финляндия). СССР — Швеция — 13:4 (4:0, 4:2, 5:2) Голы: Шалимов (Лебедев, 5), Мальцев (Капустин, 11), Харламов (Федоров, 15), Михайлов (Петров, 16), Викулов (22), Федоров (Харламов, 25), Шалимов (Викулов, 36), Анисин (Мальцев, 40), Петров (Лутченко, 44), Капустин (Анисин, Тюрин, 53), Мальцев (Анисин, 56), Васильев (Петров, 56), Мальцев (Анисин,60) — Лабраатен (27), Сёдерстрём (Ольберг, 28), Эстлинг (Ольберг, 52), Петерссон (Якс, 56).        | Чемпионат мира по хоккею с шайбой 1975 |
| СССР: Третьяк (Криволапов, 30); Васильев (1) — Лутченко, Цыганков — Ляпкин, А. Филиппов — Федоров (1), Тюрин; Михайлов (1) — Петров (1) — Харламов (1), Лебедев — Шалимов (2) — Викулов (1), Мальцев (3) — Анисин (1) — Капустин (1).        | |                                        |
| №425 11.11.75. | Прага. СССР — ЧССР — 5:3 (2:1, 1:2, 2:0) | Товарищеский матч                      |
| СССР: Третьяк; Васильев — Лутченко, Коротков — Ляпкин, Цыганков — Кузнецов; Михайлов (1) — Петров — Мальцев (1), Шалимов — Шадрин (3) — А. Якушев, Викулов — Жлуктов — Б. Александров, А. Голиков, Балдерис.                                 | |                                        |
| №426 13.11.75. | Прага. СССР — ЧССР — 4:1 (1:0, 3:1, 0:0) | Товарищеский матч                      |
| СССР: Сидельников; Васильев — Лутченко, Коротков (1) — Ляпкин, Бабинов — Цыганков; Михайлов — Петров — Мальцев, Шалимов — Шадрин — А. Якушев (1), Балдерис — Жлуктов (1) — А. Голиков (1).                                                   | |                                        |
| №427 17.12.75. | Москва. СССР — Финляндия — 6:2 (1:1, 0:0, 5:1) | Приз газеты «Известия»                 |
| СССР: Третьяк; Васильев (1) — Гусев, Коротков — Ляпкин (1), Цыганков — Лутченко, Бабинов — Кузнецов; Михайлов (1) — Петров — Харламов (2), Шалимов (1) — Шадрин — А. Якушев, Балдерис — Мальцев — Капустин, Лебедев — Жлуктов — А. Голиков.  | |                                        |
| №428 20.12.75. | Москва. СССР — Швеция — 5:3 (1:0, 1:0, 3:3) | Приз газеты «Известия»                 |
| СССР: Сидельников (Третьяк, 51); Васильев (1) — Гусев, Цыганков — Ляпкин, Бабинов — Лутченко; Михайлов — Петров — Харламов (1), Шалимов — Шадрин (2) — А. Якушев, Балдерис — Мальцев (1) — Капустин.                                         | |                                        |
| №429 21.12.75. | Москва. СССР — ЧССР — 3:2 (2:1, 1:0, 0:1) | Приз газеты «Известия»                 |
| СССР: Третьяк; Васильев — Гусев, Коротков — Ляпкин, Цыганков — Лутченко; Михайлов — Петров — Харламов (2), Шалимов — Шадрин — А. Якушев (1), Лебедев — Жлуктов — А. Голиков, Мальцев, Капустин.                                              | |                                        |

## 1976
| №430 20.01.76. | Турку. СССР — Финляндия — 9:4 (1:2, 2:2, 6:0) | Товарищеский матч                      |
| СССР: Третьяк; Васильев — Гусев, Тюрин — Ляпкин (1), Цыганков — Лутченко; Михайлов (1) — Петров (1) — Харламов (1), Шалимов (1) — Шадрин — А. Якушев (3), Мальцев — Жлуктов — Капустин (1), Анисин.                                                                 | |                                        |
| №431 22.01.76. | Хельсинки. СССР — Финляндия — 3:5 (1:2, 1:0, 1:3) | Товарищеский матч                      |
| СССР: Третьяк; Васильев — Гусев, Тюрин — Ляпкин, Бабинов — Лутченко; Михайлов — Петров (1) — Харламов (1), Шалимов — Шадрин — А. Якушев, Мальцев — Анисин — Капустин (1).                                                                                           | |                                        |
| №432 03.02.76. | Инсбрук. СССР — Австрия — 16:3 (4:0, 8:2, 4:1) | Олимпийские игры 1976                  |
| СССР: Сидельников; Васильев — Гусев, Цыганков — Ляпкин, Бабинов — Лутченко; Михайлов (1) — Петров (2) — Харламов, Шалимов (2) — Шадрин (4) — А. Якушев (1), Мальцев (2) — Жлуктов (1) — Капустин (3), Б. Александров.                                               | |                                        |
| №433 06.02.76. | Инсбрук. СССР — США — 6:2 (3:0, 1:1, 2:1) | Олимпийские игры 1976                  |
| СССР: Третьяк; Васильев — Гусев, Цыганков — Ляпкин (1), Бабинов (1) — Лутченко; Михайлов — Петров — Харламов (1), Шалимов — Шадрин (1) — А. Якушев, Мальцев (1) — Жлуктов — Капустин (1).                                                                           | |                                        |
| №434 08.02.76. | Инсбрук. СССР — Польша — 16:1 (7:1, 6:0, 3:0) | Олимпийские игры 1976                  |
| СССР: Сидельников; Васильев — Гусев (1), Цыганков (1) — Ляпкин, Бабинов — Лутченко; Б. Александров (2) — Петров (2) — Харламов (1), Шалимов (1) — Шадрин (3) — А. Якушев (1), Мальцев (1) — Жлуктов (1) — Капустин (2).                                             | |                                        |
| №435 10.02.76. | Инсбрук. СССР — ФРГ — 7:3 (5:2, 1:0, 1:1) | Олимпийские игры 1976                  |
| СССР: Третьяк; Васильев (1) — Гусев, Цыганков — Ляпкин, Бабинов (1) — Лутченко; Михайлов (2) — Петров (1) — Харламов, Шалимов (1) — Шадрин — А. Якушев, Мальцев (1) — Жлуктов — Капустин.                                                                           | |                                        |
| №436 12.02.76. | Инсбрук. СССР — Финляндия — 7:2 (3:0, 1:0, 3:2) | Олимпийские игры 1976                  |
| СССР: Третьяк; Васильев — Гусев, Цыганков — Ляпкин, Бабинов — Лутченко; Михайлов — Петров — Харламов, Шалимов (3) — Шадрин (1) — А. Якушев (1), Мальцев (2) — Жлуктов — Капустин, Б. Александров.                                                                   | |                                        |
| №437 14.02.76. | Инсбрук. СССР — ЧССР — 4:3 (0:2, 2:0, 2:1) | Олимпийские игры 1976                  |
| СССР: Третьяк; Васильев — Гусев, Цыганков — Ляпкин, Бабинов — Лутченко; Михайлов — Петров (1) — Харламов (1), Шалимов — Шадрин (1) — А. Якушев (1), Мальцев — Жлуктов — Капустин.                                                                                   | |                                        |
| №438 24.03.76. | Стокгольм. СССР — Швеция — 1:2 (0:1, 1:1, 0:0) | Товарищеский матч                      |
| СССР: Сидельников; Лутченко — Гусев, Тюрин — Ляпкин, Васильев — В. Филиппов; Бабинов; Михайлов — Петров — Харламов, Шалимов — А. Голиков — А. Якушев, Мальцев — Жлуктов — Капустин (1), Лебедев, В. Голиков.                                                        | |                                        |
| №439 25.03.76. | Гётеборг. СССР — Швеция — 2:2 (0:0, 1:2, 1:0) | Товарищеский матч                      |
| СССР: Третьяк; Лутченко — Гусев, Васильев — Ляпкин, Бабинов — В. Филиппов; Михайлов — Петров — Капустин (1), Шалимов — Жлуктов (1) — А. Якушев, Лебедев — В. Голиков — А. Голиков.                                                                                  | |                                        |
| №440 08.04.76. | Катовице. СССР — Польша — 4:6 (0:2, 2:3, 2:1) | Чемпионат мира по хоккею с шайбой 1976 |
| СССР: Сидельников (Третьяк, 24); Васильев — Лутченко, Коротков — Ляпкин, Бабинов — Цыганков; Михайлов (1) — Мальцев — Харламов (2), Шалимов — Шадрин — А. Якушев (1), Капустин — В. Голиков — А. Голиков, Балдерис.                                                 | |                                        |
| №441 09.04.76. | Катовице. СССР — ГДР — 4:0 (1:0, 1:0, 2:0) | Чемпионат мира по хоккею с шайбой 1976 |
| СССР: Третьяк; Васильев — Лутченко, Коротков — Ляпкин, Бабинов — Цыганков; Михайлов (1) — Мальцев — Харламов (1), Шалимов — Шадрин — А. Якушев, Балдерис — Жлуктов (1) — Капустин (1), А. Голиков.                                                                  | |                                        |
| №442 11.04.76. | Катовице. СССР — Финляндия — 8:1 (1:0, 3:1, 4:0) | Чемпионат мира по хоккею с шайбой 1976 |
| СССР: Третьяк; Васильев — Лутченко (1), Коротков (1) — Ляпкин (1), Бабинов — Цыганков; Михайлов — Мальцев (1) — Харламов, Шалимов (1) — Шадрин — А. Якушев, Балдерис (1) — Жлуктов (2) — Капустин, А. Голиков.                                                      | |                                        |
| №443 13.04.76. | Катовице. СССР — Швеция — 6:1 (2:0, 2:0, 2:1) | Чемпионат мира по хоккею с шайбой 1976 |
| СССР: Третьяк; Васильев — Лутченко, Коротков — Ляпкин, Бабинов — Цыганков; Михайлов (2) — Мальцев (2) — Харламов, Шалимов (1) — Шадрин — А. Якушев (1), Балдерис — Жлуктов — Капустин.                                                                              | |                                        |
| №444 15.04.76. | Катовице. СССР — ФРГ — 8:2 (3:1, 3:1, 2:0) | Чемпионат мира по хоккею с шайбой 1976 |
| СССР: Третьяк; Васильев (2) — Лутченко, Коротков — Ляпкин (1), Бабинов — Цыганков, В. Филиппов; Михайлов — Мальцев — Харламов (1), Шалимов — Шадрин — А. Якушев (2), Балдерис — Жлуктов — Капустин (2), А. Голиков, В. Голиков.                                     | |                                        |
| №445 17.04.76. | Катовице. СССР — ЧССР — 2:3 (0:1, 1:0, 1:2) Судьи Лагассе (Канада), Карлссон (Швеция) Голы: Васильев (Харламов, 35), Балдерис (Ляпкин, 56) — П. Штястны (Новы, Мартинец, 19), Б. Штястны (Мартинец, 48), Глинка (Голик, 54).                                                             | Чемпионат мира по хоккею с шайбой 1976 |
| СССР: Третьяк; Васильев (1) — Лутченко, Коротков — Ляпкин, Бабинов — Цыганков; Михайлов — В. Голиков — Харламов, Шалимов — Шадрин — А. Якушев, Балдерис (1) — Жлуктов — А. Голиков.                                                                                 | |                                        |
| №446 19.04.76. | Катовице. СССР — США — 5:2 (2:0, 2:1, 1:1) Судьи Эрхард (ФРГ), Шчепек (Польша) Голы:Жлуктов (Балдерис, 10), Балдерис (А.Голиков, 18), Михайлов (21), Ляпкин (Якушев, 39), Шалимов (Ляпкин, 46) — Дженсен (31), Ивс (Ландин, 53)                                                          | Чемпионат мира по хоккею с шайбой 1976 |
| СССР: Третьяк; Васильев — В. Филиппов, Цыганков — Ляпкин (1), Бабинов — Лутченко; Михайлов (1) — В. Голиков — Харламов, Шалимов (1) — Коротков — А. Якушев, Балдерис (1) — Жлуктов (1) — А. Голиков.                                                                | |                                        |
| №447 21.04.76. | Катовице. СССР — Швеция — 3:4 (0:1, 1:3, 2:0) | Чемпионат мира по хоккею с шайбой 1976 |
| СССР: Третьяк; Васильев — Лутченко, Коротков — Ляпкин, Бабинов — Цыганков; Михайлов (1) — В. Голиков — Харламов, Шалимов — Шадрин (1) — А. Якушев (1), Балдерис — Жлуктов — А. Голиков.                                                                             | |                                        |
| №448 23.04.76. | Катовице. Судьи Карлссон (Швеция), Загорский (Польша). СССР — США — 7:1 (1:1, 3:0, 3:0) Голы: А. Голиков (13, бол.), В.Голиков (Балдерис, Жлуктов, 27), Якушев (29), А. Голиков Михайлов, Васильев, 39), Ляпкин (Шалимов, 50), Шадрин (52, бол.), Васильев (Харламов, 54) — Дженсен 16). | Чемпионат мира по хоккею с шайбой 1976 |
| СССР: Третьяк; Васильев (1) — Лутченко, Коротков — Ляпкин (1), Бабинов — Цыганков; Михайлов — Харламов — А. Голиков (2), Шалимов — Шадрин (1) — А. Якушев (1), Балдерис — Жлуктов — В. Голиков (1).                                                                 | |                                        |
| №449 25.04.76. | Катовице. Судьи Карлссон (Швеция), Шчепек (Польша). СССР — ЧССР — 3:3 (3:1, 0:1, 0:1) Голы: Михайлов (А. Голиков, 8), А. Голиков (Харламов, 14), Васильев (18) — Глинка (Голик, 9), Мартинец (37), И. Новак (47).                                                                        | Чемпионат мира по хоккею с шайбой 1976 |
| СССР: Третьяк; Васильев (1) — Цыганков, Коротков — Ляпкин, Бабинов — Лутченко; Михайлов (1) — Харламов — А. Голиков (1), Шалимов — Шадрин — А. Якушев, Балдерис — Жлуктов — В. Голиков.                                                                             | |                                        |
| №450 18.08.76. | Гётеборг. СССР — Швеция — 1:4 (0:1, 1:0, 0:3) | Товарищеский матч                      |
| СССР: Третьяк; Васильев — Федоров, Лутченко — Гусев, Бабинов — Крикунов; Шалимов — Мальцев — А. Голиков, Балдерис — Жлуктов — Б. Александров, Белоусов (1), Ковин, Скворцов, Репнев.                                                                                | |                                        |
| №451 20.08.76. | Гётеборг. СССР — Швеция — 4:2 (0:1, 2:1, 2:0) | Товарищеский матч                      |
| СССР: Третьяк; Васильев — Билялетдинов, Лутченко — Гусев, Куликов — Крикунов, Федоров, Бабинов; Шалимов (1) — Мальцев (1) — А. Голиков, Балдерис (1) — Жлуктов — Б. Александров, Белоусов — Ковин (1) — Скворцов, Лебедев.                                          | |                                        |
| №452 31.08.76. | Монреаль. СССР — США — 5:4 (1:1, 3:0, 1:3) | Товарищеский матч                      |
| СССР: Зингер; Гусев — Лутченко, Бабинов — Крикунов, Васильев — Билялетдинов, Кузнецов; Викулов (1) — Жлуктов — Б. Александров, Лебедев — Репнев (2) — Капустин, Ковин (1) — Белоусов — Скворцов, Шалимов — А. Голиков (1) — Балдерис.                               | |                                        |
| №453 03.09.76. | Монреаль. СССР — ЧССР — 3:5 (0:2, 1:1, 2:2) | Кубок Канады                           |
| СССР: Третьяк; Васильев — Билялетдинов, Лутченко — Гусев, Бабинов — Крикунов; Балдерис (1) — Мальцев (1) — Шалимов, Викулов — Жлуктов — Б. Александров, Лебедев — Репнев — Капустин, Скворцов — Ковин (1) — Белоусов.                                               | |                                        |
| №454 05.09.76. | Монреаль. СССР — Швеция — 3:3 (0:2, 1:0, 2:1) | Кубок Канады                           |
| СССР: Третьяк; Бабинов — Крикунов, Васильев — Билялетдинов, Лутченко — Куликов, Гусев; Скворцов — Ковин — Белоусов; Мальцев — Репнев — Капустин (2), Балдерис (1) — Жлуктов — Б. Александров.                                                                       | |                                        |
| №455 07.09.76. | Монреаль. СССР — Финляндия — 11:3 (4:2, 4:1, 3:0) | Кубок Канады                           |
| СССР: Третьяк; Куликов — Гусев, Васильев — Билялетдинов, Бабинов — Крикунов; Балдерис — Жлуктов (4) — Б. Александров, Мальцев (2) — Репнев (1) — Капустин (1), Скворцов — Ковин (1) — Белоусов, Лебедев — Викулов (2) — А. Голиков.                                 | |                                        |
| №456 09.09.76. | Филадельфия. СССР — США — 5:0 (3:0, 1:0, 1:0) | Кубок Канады                           |
| СССР: Третьяк; Куликов — Гусев, Васильев — Билялетдинов, Бабинов — Крикунов; Викулов (1) — Жлуктов (1) — Б. Александров (2), Балдерис — Мальцев — Капустин, Скворцов — Ковин — Белоусов, Лебедев, Репнев (1), А. Голиков.                                           | |                                        |
| №457 11.09.76. | Торонто. СССР — Канада — 1:3 (1:2, 0:1, 0:0) Голы: Викулов (Александдров, Лутченко, 11) — Перро (Потвин, Лафлёр, 8, бол.), Халл (Перро, Лапуэнт, 18), Барбер (Лапуэнт, Кларк, 38). | Кубок Канады                           |
| СССР: Третьяк; Васильев — Билялетдинов, Лутченко — Гусев, Бабинов — Крикунов; Мальцев — Репнев — Капустин, Викулов (1) — Жлуктов — Б. Александров, Скворцов — Ковин — Белоусов, Балдерис, Лебедев.                                                                  | |                                        |
| №458 12.11.76. | Прага. СССР — ЧССР — 3:5 (1:2, 1:3, 1:0) | Товарищеский матч                      |
| СССР: Третьяк; Лутченко — Гусев, Цыганков — Ляпкин, Васильев — Билялетдинов, Крикунов; Михайлов — Петров (1) — Анисин (1), Шалимов (1) — Шадрин — А. Якушев, Природин — Мальцев — А. Голиков, Капустин, Репнев.                                                     | |                                        |
| №459 13.11.76. | Прага. СССР — ЧССР — 6:3 (2:0, 3:1, 1:2) | Товарищеский матч                      |
| СССР: Третьяк; Цыганков — Ляпкин, Васильев — Лутченко, Бабинов — Крикунов; Михайлов (2) — Петров (1) — Анисин, Викулов — Жлуктов — Б. Александров, Балдерис (1) — Репнев (1) — Капустин (1).                                                                        | |                                        |
| №460 16.12.76. | Москва. СССР — Швеция — 4:2 (1:0, 3:0, 0:2) | Приз газеты «Известия»                 |
| СССР: Третьяк; Цыганков — Ляпкин, Васильев — Лутченко, Первухин — Билялетдинов, Бабинов — Крикунов; Михайлов (1) — Петров — Харламов (3), Викулов — Жлуктов — Б. Александров, Природин — Мальцев — А. Голиков, Балдерис — Репнев — Капустин.                        | |                                        |
| №461 17.12.76. | Москва. СССР — Финляндия — 9:3 (1:1, 5:1, 3:1) | Приз газеты «Известия»                 |
| СССР: Сидельников; Цыганков — Ляпкин, Первухин — Билялетдинов, Бабинов — Крикунов, Лутченко, Васильев; Михайлов (2) — Петров — Харламов, Природин (1) — Мальцев (1) — А. Голиков (1), Балдерис (1) — Репнев — Капустин (2), Викулов (1) — Жлуктов — Б. Александров. | |                                        |
| 17.12.76. | Москва. СССР — ВХА («Виннипег Джетс») — 6:4 (1:1, 3:0, 2:3) | Приз газеты «Известия»                 |
| СССР: Третьяк, Цыганков — Ляпкин, Бабинов — Лутченко, Билялетдинов — Первухин, Михайлов (1) — Петров — Харламов, Викулов — Жлуктов (2) — Б. Александров (1), Балдерис (2) — Мальцев — А. Голиков, Репнев.                                                           | |                                        |
| №462 21.12.76. | Москва. СССР — ЧССР — 3:2 (1:1, 0:1, 2:0) | Приз газеты «Известия»                 |
| СССР: Третьяк; Цыганков — Ляпкин, Бабинов — Лутченко, Васильев — Первухин, Билялетдинов; Балдерис (1) — Петров (1) — Харламов, Викулов — Жлуктов (1) — Б. Александров, Природин — Мальцев — А. Голиков, Репнев.                                                     | |                                        |

## 1977
| №463 04.04.77. | Хельсинки. СССР — Финляндия — 7:1 (3:0, 2:1, 2:0)                                                        | Товарищеский матч                      |
| СССР: Третьяк; Цыганков — Гусев, Бабинов — Лутченко, Васильев — Первухин (1); Михайлов (3) — Петров — Харламов (1), Шалимов — Шадрин — А. Якушев, Балдерис (1) — Жлуктов — Капустин (1).                                                                      | |                                        |
| №464 06.04.77. | Турку. СССР — Финляндия — 4:0 (0:0, 3:0, 1:0)                                                            | Товарищеский матч                      |
| СССР: Сидельников; Цыганков — Гусев, Бабинов — Лутченко, Васильев — Первухин; Михайлов — Петров (1) — Харламов, Мальцев — Ковин (2) — А. Голиков, Балдерис — Жлуктов — Капустин (1).                                                                          | |                                        |
| №465 10.04.77. | Стокгольм. СССР — Швеция — 4:2 (3:0, 0:1, 1:1)                                                           | Товарищеский матч                      |
| СССР: Третьяк; Цыганков (1) — Гусев, Бабинов — Лутченко, Васильев — Первухин; Михайлов — Петров — Харламов, Мальцев (1) — Шадрин — А. Якушев (1), Балдерис (1) — Жлуктов — Капустин.                                                                          | |                                        |
| №466 21.04.77. | Вена. Судьи Карлссон (Швеция), Прешнану (Румыния), Кайсла (Финляндия). СССР — ФРГ — 10:0 (5:0, 3:0, 2:0) | Чемпионат мира по хоккею с шайбой 1977 |
| СССР: Третьяк (Сидельников, 41); Цыганков — Гусев, Бабинов (1) — Лутченко (2), Васильев — Первухин; Михайлов (1) — Петров (1) — Харламов (2), Мальцев — Шадрин — А. Якушев, Балдерис (1) — Жлуктов (1) — Капустин (1), Шалимов, А. Голиков.                   | |                                        |
| №467 22.04.77. | Вена. СССР — Финляндия — 11:6 (2:0, 6:2, 3:4)                                                            | Чемпионат мира по хоккею с шайбой 1977 |
| СССР: Третьяк (Сидельников, 51).; Цыганков — Гусев, Бабинов — Лутченко, Васильев — Первухин, Фетисов (1); Михайлов (1) — Петров (2) — Харламов (3), Мальцев (1) — Шадрин — А. Якушев, Балдерис — Жлуктов (1) — Капустин (2), А. Голиков.                      | |                                        |
| №468 24.04.77. | Вена. СССР — Канада — 11:1 (3:0, 5:1, 3:0)                                                               | Чемпионат мира по хоккею с шайбой 1977 |
| СССР: Третьяк; Цыганков — Гусев, Бабинов — Лутченко, Васильев (1) — Первухин; Михайлов (2) — Петров — Харламов (1), Мальцев — Шадрин — А. Якушев (4), Балдерис (2) — Жлуктов (1) — Капустин, Шалимов.                                                         | |                                        |
| №469 25.04.77. | Вена. СССР — Румыния — 18:1 (4:0, 8:0, 6:1)                                                              | Чемпионат мира по хоккею с шайбой 1977 |
| СССР: Сидельников; Цыганков — Фетисов (2), Бабинов (1) — Лутченко, Васильев — Первухин (1); Михайлов (3) — Петров (2) — Харламов (1), Шалимов (3) — Шадрин — А. Якушев, Балдерис (2) — Жлуктов (1) — Капустин (2).                                            | |                                        |
| №470 28.04.77. | Вена. СССР — ЧССР — 6:1 (1:1, 4:0, 1:0)                                                                  | Чемпионат мира по хоккею с шайбой 1977 |
| СССР: Третьяк; Цыганков — Гусев, Бабинов (1) — Лутченко, Васильев — Первухин; Михайлов (1) — Петров — Харламов, Шалимов — Шадрин — А. Якушев (1), Балдерис — Жлуктов (1) — Капустин (2).                                                                      | |                                        |
| №471 30.04.77. | Вена. СССР — США — 8:2 (5:0, 3:2, 0:0)                                                                   | Чемпионат мира по хоккею с шайбой 1977 |
| СССР: Третьяк (Сидельников, 33); Цыганков — Гусев, Бабинов — Лутченко, Васильев — Первухин, Фетисов; Михайлов (3) — Петров (2) — Харламов, Шалимов (1) — Шадрин (1) — А. Якушев, Балдерис — Жлуктов — Капустин (1), Мальцев, А. Голиков.                      | |                                        |
| №472 02.05.77. | Вена. СССР — Швеция — 1:5 (0:1, 0:2, 1:2)                                                                | Чемпионат мира по хоккею с шайбой 1977 |
| СССР: Третьяк; Цыганков (1) — Гусев, Бабинов — Лутченко, Васильев — Первухин; Михайлов — Петров — Харламов, Шалимов — Шадрин — А. Якушев, Мальцев — Жлуктов — Капустин, А. Голиков.                                                                           | |                                        |
| №473 04.05.77. | Вена. СССР — ЧССР — 3:4 (0:3, 3:1, 0:0)                                                                  | Чемпионат мира по хоккею с шайбой 1977 |
| СССР: Третьяк; Цыганков — Гусев, Бабинов — Лутченко, Васильев — Первухин; Михайлов (1) — Петров — Харламов (1), Мальцев — Шадрин — А. Якушев, Балдерис (1) — Жлуктов — Капустин.                                                                              | |                                        |
| №474 06.05.77. | Вена. СССР — Канада — 8:1 (1:1, 4:0, 3:0)                                                                | Чемпионат мира по хоккею с шайбой 1977 |
| СССР: Третьяк; Цыганков (1) — Фетисов, Бабинов — Лутченко, Васильев — Первухин; Михайлов — Петров — Харламов (1), Мальцев — Шадрин (1) — А. Якушев (2), Балдерис (2) — Жлуктов — Капустин (1).                                                                | |                                        |
| №475 08.05.77. | Вена. СССР — Швеция — 1:3 (1:1, 0:2, 0:0)                                                                | Чемпионат мира по хоккею с шайбой 1977 |
| СССР: Третьяк; Цыганков — Фетисов, Бабинов — Лутченко, Васильев — Первухин; Михайлов — Петров — Харламов, Мальцев — Шадрин (1) — А. Якушев, Балдерис — Жлуктов — Капустин, Шалимов.                                                                           | |                                        |
| №476 18.09.77. | Прага. СССР — ЧССР — 4:1 (1:0, 2:1, 1:0)                                                                 | Турнир на призы газеты «Руде право»    |
| СССР: Третьяк; Цыганков — Фетисов, Билялетдинов — Гусев, Бабинов — Лутченко, Васильев — Первухин; Михайлов (2) — Петров (1) — Харламов, Шалимов — Шадрин — А. Якушев, Балдерис (1) — Жлуктов — Капустин, Мальцев — В. Голиков — Волчков.                      | |                                        |
| №477 21.09.77. | Прага. СССР — ЧССР — 4:5 (2:1, 1:2, 1:2)                                                                 | Турнир на призы газеты «Руде право»    |
| СССР: Третьяк; Цыганков — Фетисов, Билялетдинов — Гусев, Бабинов — Лутченко, Васильев — Первухин; Михайлов — Петров (2) — Харламов, Шалимов — Шадрин — А. Якушев (1), Балдерис — Жлуктов — Капустин, Мальцев — В. Голиков (1) — Волчков.                      | |                                        |
| 16.12.77. | Москва. СССР — ВХА («Квебек Нордикс») — 5:3 (2:0, 2:2, 1:1)                                              | Приз газеты «Известия»                 |
| СССР: Третьяк; Цыганков (1) — Ю. Федоров, Бабинов — Лутченко (1), Васильев — Первухин; Михайлов — Петров — Харламов, Мальцев — Ковин — Лебедев, Балдерис — Анисин (3) — Капустин, Викулов — Лобанов — Б. Александров.                                         | |                                        |
| №478 18.12.77. | Москва. СССР — ЧССР — 3:8 (0:2, 0:3, 3:3)                                                                | Приз газеты «Известия»                 |
| СССР: Третьяк; Цыганков — Федоров, Бабинов — Лутченко, Васильев — Первухин; Михайлов (2) — Петров — Харламов (1), Балдерис — Анисин — Капустин, Шалимов — Ковин — Лебедев, Викулов — Лобанов — Б. Александров, Мальцев.                                       | |                                        |
| №479 20.12.77. | Москва. СССР — Финляндия — 7:3 (3:0, 2:0, 2:3)                                                           | Приз газеты «Известия»                 |
| СССР: Третьяк; Цыганков (1) — Федоров (2), Бабинов — Лутченко, Васильев — Первухин (1), Хатулев; Михайлов — Петров (1) — Харламов (1), Балдерис — Анисин (1) — Капустин, Шалимов — Мальцев — Лебедев, Викулов — Лобанов — Б. Александров.                     | |                                        |
| №480 21.12.77. | Москва. СССР — Швеция — 9:2 (2:1, 4:0, 3:1)                                                              | Приз газеты «Известия»                 |
| СССР: Третьяк (Сидельников, 44); Цыганков — Федоров, Бабинов (1) — Лутченко, Васильев (1) — Первухин, Хатулев; Михайлов — Петров — Харламов (2), Балдерис (2) — Анисин — Капустин (1), Лебедев — Мальцев (1) — Б. Александров, Шалимов (1) — Лобанов — Ковин. | |                                        |
| 29.12.77. | Токио. СССР — ВХА («Виннипег Джетс») — 7:5 (2:2, 4:3, 1:0)                                               | Товарищеский матч                      |
| СССР: Третьяк; Цыганков — Гусев, Бабинов — Ю. Федоров, Васильев — Первухин; Михайлов (1) — Петров (1) — Харламов (2), Балдерис — Анисин (1) — Капустин, Мальцев — В. Голиков (1) — А. Голиков (1), Лебедев.                                                   | |                                        |
| 30.12.77. | Токио. СССР — ВХА («Квебек Нордикс») — 4:2 (2:0, 2:2, 1:1)                                               | Товарищеский матч                      |
| СССР: Сидельников; Цыганков (1) — Лутченко, Бабинов — Ю. Федоров, Васильев — Первухин (1), Хатулев; Балдерис — Анисин — Капустин, Мальцев — В. Голиков — А. Голиков, Викулов — Лобанов (2) — Б. Александров, Лебедев.                                         | |                                        |

## 1978
| 01.12.78. | Токио. СССР — ВХА («Квебек Нордикс») — 5:1 (0:1, 4:0, 1:0) | Товарищеский матч                      |
| СССР: Сидельников; Цыганков (1) — Лутченко, Бабинов — Ю. Федоров, Васильев — Первухин, Хатулев; Михайлов — Петров (1) — Харламов (2), Мальцев — В. Голиков — А. Голиков, Викулов — Лобанов — Б. Александров, Лебедев (1).                                                         | |                                        |
| №481 09.04.78. | Хельсинки. СССР — Финляндия — 9:0 (3:0, 3:0, 3:0) | Товарищеский матч                      |
| СССР: Третьяк; Цыганков — Фетисов, Лутченко — Федоров, Васильев — Первухин, Билялетдинов — Н. Макаров; Михайлов (1) — Петров — Харламов, Балдерис — Жлуктов (1) — Капустин (1), Мальцев — В. Голиков (1) — А. Голиков (2), Лебедев (1) — Шадрин — Емельяненко (1), С. Макаров (1) | |                                        |
| №482 11.04.78. | Тампере. СССР — Финляндия — 4:2 (1:1, 1:1, 2:0) | Товарищеский матч                      |
| СССР: Пашков; Лутченко — Федоров, Васильев — Первухин, Билялетдинов — Н. Макаров; Балдерис — Жлуктов — Капустин (1), Мальцев (1) — В. Голиков (1) — А. Голиков, Лебедев — Шадрин — Емельяненко, С. Макаров (1).                                                                   | |                                        |
| №483 13.04.78. | Гётеборг. СССР — Швеция — 10:0 (4:0, 3:0, 3:0) | Товарищеский матч                      |
| СССР: Третьяк; Цыганков — Фетисов (1), Лутченко — Федоров, Билялетдинов (1) — Н. Макаров (1); Михайлов (2) — Петров (1) — Харламов, Балдерис (1) — Жлуктов — Капустин (2), Лебедев (1) — Шадрин — Емельяненко, С. Макаров.                                                        | |                                        |
| №484 14.04.78. | Стокгольм. СССР — Швеция — 7:1 (2:0, 3:1, 2:0) | Товарищеский матч                      |
| СССР: Пашков; Цыганков — Фетисов, Васильев (1) — Первухин, Билялетдинов — Н. Макаров; Михайлов — Петров (1) — Харламов; Мальцев (1) — В. Голиков — А. Голиков (1), Лебедев (1) — Шадрин — Емельяненко (1), С. Макаров (1).                                                        | |                                        |
| №485 26.04.78. | Прага. СССР — США — 9:5 (3:2, 1:2, 5:1) Судьи Сеппонен, Вапханен (оба Финляндия), Швейгер (ГДР). Голы:Михайлов (Фетисов, 1), Балдерис (Капустин, 11), В. Голиков (20), Михайлов (Фетисов, 24), Михайлов (Харламов, 47), Мальцев (А. Голиков, 49), А. Голиков (Мальцев, 52), А. Голиков (Мальцев, 56), Балдерис, 59 — Х. Беннетт (Ивс, 8), Патрик (Джонсон, 13), Дебол (Фидлер, 22), Фидлер (Уорнер, 37), Уорнер (Ивс, 59). | Чемпионат мира по хоккею с шайбой 1978 |
| СССР: Третьяк; Билялетдинов — Фетисов, Лутченко — Федоров, Васильев — Первухин; Михайлов (3) — Петров — Харламов, Балдерис (2) — Жлуктов — Капустин, Мальцев (1) — В. Голиков (1) — А. Голиков (2),С. Макаров, Лебедев.                                                           | |                                        |
| №486 27.04.78. | Прага. СССР — ФРГ — 7:4 (4:2, 0:0, 3:2) | Чемпионат мира по хоккею с шайбой 1978 |
| СССР: Третьяк; Билялетдинов — Фетисов (1), Лутченко — Федоров, Васильев — Первухин; Михайлов (1) — Петров — Харламов (1), Балдерис — Жлуктов (1) — Капустин, Мальцев (1) — В. Голиков — А. Голиков (1), С. Макаров (1), Лебедев.                                                  | |                                        |
| №487 30.04.78. | Прага. СССР — Финляндия — 6:3 (0:2, 3:0, 3:1) | Чемпионат мира по хоккею с шайбой 1978 |
| СССР: Пашков; Билялетдинов — Фетисов (1), Лутченко — Федоров, Васильев — Первухин; Михайлов (2) — Петров — Харламов (1), Балдерис — Жлуктов (1) — Капустин, Мальцев — В. Голиков — А. Голиков, Лебедев, С. Макаров (1).                                                           | |                                        |
| №488 01.05.78. | Прага. СССР — ГДР — 10:2 (2:1, 0:1, 8:0) | Чемпионат мира по хоккею с шайбой 1978 |
| СССР: Пашков; Билялетдинов — Фетисов, Лутченко — Федоров, Васильев (2) — Первухин; Михайлов — Петров (1) — Лебедев, Балдерис — Жлуктов — Капустин (3), Мальцев (2) — В. Голиков (1) — С. Макаров (1), Харламов.                                                                   | |                                        |
| №489 04.05.78. | Прага. СССР — Швеция — 6:1 (2:0, 1:0, 3:1) | Чемпионат мира по хоккею с шайбой 1978 |
| СССР: Третьяк; Цыганков — Фетисов, Билялетдинов — Лутченко, Васильев — Первухин, Федоров; Михайлов (1) — Петров — Харламов (1), Балдерис (1) — Жлуктов — Капустин (1), Мальцев — В. Голиков (2) — А. Голиков, С. Макаров, Лебедев.                                                | |                                        |
| №490 06.05.78. | Прага. СССР — ЧССР — 4:6 (2:1, 1:3, 1:2) | Чемпионат мира по хоккею с шайбой 1978 |
| СССР: Третьяк; Цыганков — Фетисов, Билялетдинов — Лутченко (1), Васильев — Первухин (1); Михайлов — Мальцев — Харламов, Балдерис (2) — Жлуктов — Капустин, Лебедев — В. Голиков — С. Макаров.                                                                                     | |                                        |
| №491 08.05.78. | Прага. СССР — Канада — 4:2 (1:0, 0:0, 3:2) | Чемпионат мира по хоккею с шайбой 1978 |
| СССР: Третьяк; Цыганков — Фетисов (1), Билялетдинов — Лутченко, Васильев — Первухин; Михайлов (1) — Мальцев — Харламов (1), Балдерис — Жлуктов — Капустин (1), С. Макаров — В. Голиков — А. Голиков, Лебедев.                                                                     | |                                        |
| №492 10.05.78. | Прага. СССР — Канада — 5:1 (0:0, 3:0, 2:1) | Чемпионат мира по хоккею с шайбой 1978 |
| СССР: Третьяк; Цыганков — Фетисов (1), Билялетдинов — Лутченко, Васильев — Первухин, Федоров; Михайлов — Петров — Харламов, Балдерис — Жлуктов (1) — Капустин (1), Мальцев (1) — В. Голиков (1) — А. Голиков, С. Макаров, Лебедев.                                                | |                                        |
| №493 12.05.78. | Прага. СССР — Швеция — 7:1 (2:0, 5:1, 0:0) | Чемпионат мира по хоккею с шайбой 1978 |
| СССР: Третьяк; Цыганков — Фетисов, Билялетдинов — Лутченко, Васильев (1) — Первухин; Михайлов (1) — Петров (1) — Харламов, Балдерис (3) — Мальцев — Капустин, С. Макаров — В. Голиков (1) — А. Голиков.                                                                           | |                                        |
| №494 14.05.78. | Прага. СССР — ЧССР — 3:1 (1:0, 1:0, 1:1) | Чемпионат мира по хоккею с шайбой 1978 |
| СССР: Третьяк; Цыганков — Фетисов, Билялетдинов — Лутченко, Васильев — Первухин; Михайлов — Петров (1) — Харламов, Балдерис (1) — Жлуктов — Капустин, Мальцев — В. Голиков (1) — А. Голиков, С. Макаров, Лебедев.                                                                 | |                                        |
| №495 19.09.78. | Братислава. СССР — ЧССР — 8:2 (2:1, 3:1, 3:0) | Приз газеты «Руде Право»               |
| СССР: Третьяк; Цыганков — Стариков, Билялетдинов — Фетисов, Васильев — Первухин; Михайлов — Петров (1) — Харламов (1), Балдерис (2) — Жлуктов — Капустин (2), С. Макаров — Шостак (1) — Лаврентьев (1).                                                                           | |                                        |
| №496 21.09.78. | Пардубице. СССР — ЧССР — 5:4 (2:1, 2:0, 1:3) | Приз газеты «Руде Право»               |
| СССР: Мышкин; Билялетдинов — Фетисов (1), Васильев — Первухин, Лутченко — Стариков; Балдерис — Жлуктов (1) — Капустин (2), Лебедев — Мальцев (1) — А. Голиков, С. Макаров — Шостак — Лаврентьев.                                                                                  | |                                        |
| №497 23.09.78. | Прага. СССР — ЧССР — 5:4 (0:2, 2:0, 3:2) | Приз газеты «Руде Право»               |
| СССР: Третьяк; Цыганков — Стариков, Билялетдинов — Фетисов (1), Васильев — Первухин; Михайлов — Петров (2) — Харламов, Балдерис — Жлуктов — Капустин, Лебедев — Мальцев (2) — А. Голиков, Макаров.                                                                                | |                                        |
| №498 16.12.78. | Москва: СССР — Швеция — 6:0 (2:0, 3:0, 1:0) | Приз газеты «Известия»                 |
| СССР: Третьяк; Цыганков — Стариков, Бабинов — Фетисов, Билялетдинов — Первухин, Васильев — Хатулев; Михайлов — Петров — Харламов (1), Балдерис — Жлуктов (3) — Капустин (1), Природин — В. Голиков — А. Голиков, Фроликов — Шостак (1) — С. Макаров.                              | |                                        |
| №499 18.12.78. | Москва. СССР — Финляндия — 4:1 (2:1, 1:0, 1:0) | Приз газеты «Известия»                 |
| СССР: Дорощенко; Цыганков — Стариков, Бабинов — Фетисов, Билялетдинов — Первухин, Васильев — Хатулев; Михайлов (1) — Петров — Харламов, Балдерис (1) — Жлуктов — Капустин, Природин — В. Голиков — А. Голиков (2), Фроликов — Шостак — С. Макаров.                                | |                                        |
| №500 19.12.78. | Москва. СССР — НХЛ («Будущие звезды») — 9:3 (4:1, 3:1, 2:1) | Приз газеты «Известия»                 |
| СССР: Третьяк; Цыганков — Стариков, Бабинов — Фетисов, Билялетдинов — Первухин, Васильев — Хатулев; Михайлов (2) — Петров (1) — Харламов, Балдерис (2) — Жлуктов (1) — Капустин (1), Природин — В. Голиков — А. Голиков, Фроликов (1) — Шостак — С. Макаров (1).                  | |                                        |
| №501 22.12.78. | Москва. СССР — ЧССР — 3:3 (0:1, 0:1, 3:1) | Приз газеты «Известия»                 |
| СССР: Третьяк; Цыганков — Стариков, Бабинов — Фетисов, Билялетдинов — Первухин, Васильев (1) — Хатулев; Михайлов (1) — Петров — Харламов, Балдерис — Жлуктов — Капустин, Природин — В. Голиков — А. Голиков, Фроликов — Шостак — С. Макаров (1).                                  | |                                        |
| №502 29.12.78. | Гаага. СССР — Голландия — 13:3 (3:3, 2:0, 8:0) | Товарищеский матч                      |
| СССР: Третьяк (Дорощенко, 51); Лутченко — Цыганков, Васильев — Бабинов, Билялетдинов (1) — Первухин, С. Макаров — Петров (2) — Харламов (1), Балдерис (1) — Жлуктов — Капустин (1), Природин (2) — В. Голиков (3) — А. Голиков (2).                                               | |                                        |
| №503 30.12.78. | Гронинген. СССР — Голландия — 10:5 (4:0, 4:2, 2:3) | Товарищеский матч                      |
| СССР: Дорощенко; Васильев — Первухин, Бабинов — Цыганков, Билялетдинов; Михайлов (1) — Петров — С. Макаров (3), Балдерис (1) — Жлуктов (2) — Капустин, Природин (1) — В. Голиков (1) — А. Голиков (1).                                                                            | |                                        |

## 1979
| №504 04.01.79. | Ассен. СССР — Голландия — 18:1 (8:0, 2:0, 8:1) | Товарищеский матч                      |
| СССР: Третьяк; Васильев — Бабинов, Билялетдинов — Первухин, Лутченко (1); Михайлов (2) — Петров — Харламов (1), Балдерис (2) — Жлуктов (1) — Капустин (3), Природин (4) — В. Голиков (1) — А. Голиков (1), С. Макаров (2).                                                   | |                                        |
| №505 08.02.79. | Нью-Йорк. СССР — НХЛ — 2:4 (1:3, 0:1, 1:0) | Кубок Вызова                           |
| СССР: Третьяк; Цыганков — Стариков, Васильев — Федоров, Билялетдинов — Первухин; Михайлов (1) — Петров — Харламов, Балдерис — Жлуктов — Капустин, С. Макаров — В. Голиков (1) — А. Голиков, Скворцов — Ковин — Варнаков.                                                     | |                                        |
| №506 10.02.79. | Нью-Йорк. СССР — НХЛ — 5:4 (1:2, 3:2, 1:0) | Кубок Вызова                           |
| СССР: Третьяк; Васильев — Стариков, Бабинов — Федоров, Билялетдинов — Первухин; Михайлов (1) — Петров — Тюменев, Балдерис — Жлуктов — Капустин (2), С. Макаров — А. Голиков — В. Голиков (1), Скворцов — Ковин — Варнаков (1).                                               | |                                        |
| №507 11.02.79. | Нью-Йорк. СССР — НХЛ — 6:0 (0:0, 2:0, 4:0) | Кубок Вызова                           |
| СССР: Мышкин; Васильев — Стариков, Бабинов — Федоров, Билялетдинов — Первухин; Михайлов (1) — Петров — А. Голиков (1), Балдерис (1) — Жлуктов (1) — Капустин, С. Макаров (1) — И. Гимаев — Тюменев, Скворцов — Ковин (1) — Варнаков.                                         | |                                        |
| №508 28.03.79. | Хельсинки. СССР — Финляндия — 8:1 (4:0, 1:0, 3:1) | Товарищеский матч                      |
| СССР: Третьяк; Стариков — Крикунов, Васильев — Бабинов, Билялетдинов — Первухин, И. Гимаев — Федоров; Михайлов — Петров — Харламов (1), Балдерис (1) — Жлуктов — Капустин, С. Макаров (1) — В. Голиков (1) — А. Голиков (1), Скворцов (2) — Ковин (1) — Варнаков, А. Якушев. | |                                        |
| №509 29.03.79. | Пори. СССР — Финляндия — 4:2 (2:2, 0:0, 2:0) | Товарищеский матч                      |
| СССР: Мышкин; Стариков — Касатонов, Васильев — Бабинов, Билялетдинов — Первухин, И. Гимаев — Федоров; Михайлов — Петров — Харламов (1), Балдерис — Жлуктов — Капустин, С. Макаров (1) — В. Голиков (1) — А. Голиков (1), Варнаков — Ковин — А. Якушев.                       | |                                        |
| №510 01.04.79. | Стокгольм. СССР — Швеция — 7:5 (1:1, 3:3, 3:1) | Товарищеский матч                      |
| СССР: Третьяк (Мышкин, 30); Стариков — Крикунов, Васильев — Касатонов, Билялетдинов — Первухин, И. Гимаев (1) — Федоров; Михайлов (2) — Петров (1) — Харламов, Балдерис — Жлуктов — Капустин, С. Макаров (1) — В. Голиков — А. Голиков (1), Скворцов — Ковин — Варнаков (1). | |                                        |
| №511 02.04.79. | Стокгольм. СССР — Швеция — 8:0 (0:0, 3:0, 5:0) | Товарищеский матч                      |
| СССР: Третьяк; Стариков — Крикунов, Васильев (1) — И. Гимаев, Билялетдинов — Первухин, Федоров — Бабинов; Михайлов (2) — Петров — Харламов, Капустин (1) — Жлуктов (1) — А. Якушев (2), С. Макаров — В. Голиков — А. Голиков, Скворцов — Ковин — Варнаков (1).               | |                                        |
| №512 14.04.79. | Москва. СССР — Польша — 7:0 (2:0, 1:0, 4:0) | Чемпионат мира по хоккею с шайбой 1979 |
| СССР: Третьяк; Цыганков — Лутченко, Васильев — Бабинов (1), Билялетдинов — Первухин; Михайлов — Петров (1) — Харламов (1), Балдерис — Жлуктов — Капустин (1), С. Макаров — В. Голиков — А. Голиков (1), Скворцов (2) — Лебедев — А. Якушев.                                  | |                                        |
| №513 15.04.79. | Москва. СССР — ФРГ — 3:2 (2:0, 1:2, 0:0) | Чемпионат мира по хоккею с шайбой 1979 |
| СССР: Мышкин; Цыганков — Лутченко, Васильев — Стариков, Билялетдинов — И. Гимаев; Михайлов — Петров (1) — Харламов (1), Балдерис — Жлуктов (1) — Капустин, С. Макаров — В. Голиков — А. Голиков, Скворцов — Лебедев — А. Якушев.                                             | |                                        |
| №514 17.04.79. 12 000 зрителей. | Москва. Судьи Г. Мадилл (Канада), Р. Лютер (США), Л. Ванханен (финляндия). СССР — Швеция — 9:3 (3:0, 3:1, 3:2) Голы: Михайлов (Бабинов, 6, бол.), Балдерис (Жлуктов, 11), Харламов (Петров, 14), Балдерис (Макаров, Жлуктов, 30), Васильев (Бабинов, 31), Билялетдинов (Петров, Первухин, 39, бол.), В. Голиков (Макаров, 45), Якушев (Скворцов, 45), Цыганков (А. Голиков, 60) — Лабраатен (Хаммастрём Эдберг, 26, бол.), Лундквист (49, бол.) Хаммастрём (Валлин, 55) | Чемпионат мира по хоккею с шайбой 1979 |
| СССР: Третьяк; Цыганков (1) — Лутченко, Васильев(1) — Бабинов, Билялетдинов (1) — Первухин; Михайлов (1) — Петров — Харламов (1), Балдерис (2) — Жлуктов — Капустин, С. Макаров — В. Голиков (1) — А. Голиков, Скворцов — И. Гимаев — А. Якушев (1).                         | |                                        |
| №515 19.04.79. | Москва. СССР — Канада — 5:2 (2:0, 1:1, 2:1) | Чемпионат мира по хоккею с шайбой 1979 |
| СССР: Третьяк; Цыганков — Лутченко, Васильев — Бабинов, Билялетдинов (1) — Первухин; Михайлов — Петров (2) — Харламов, Балдерис — Жлуктов — Капустин, С. Макаров (1) — В. Голиков — А. Голиков, И. Гимаев — Лебедев — А. Якушев (1).                                         | |                                        |
| №516 21.04.79. | Москва. СССР — ЧССР — 11:1 (4:0, 5:1, 2:0) | Чемпионат мира по хоккею с шайбой 1979 |
| СССР: Третьяк; Цыганков — Лутченко, Васильев — Бабинов (1), Билялетдинов (1) — Первухин; Михайлов — Петров (1) — Харламов, Балдерис (1) — Жлуктов (1) — Капустин (1), С. Макаров (3) — В. Голиков — А. Голиков (1), Скворцов — Лебедев (1) — А. Якушев.                      | |                                        |
| №517 23.04.79. | Москва. СССР — Швеция — 11:3 (3:0, 5:2, 3:1) | Чемпионат мира по хоккею с шайбой 1979 |
| СССР: Третьяк; Цыганков — Лутченко, Васильев — Бабинов, Билялетдинов — Первухин; Михайлов (1) — Петров — Харламов (1), Балдерис (1) — Жлуктов (1) — Капустин (2), С. Макаров (1) — В. Голиков — А. Голиков (1), Скворцов — Лебедев (1) — А. Якушев (2).                      | |                                        |
| №518 25.04.79. | Москва. СССР — Канада — 9:2 (4:0, 3:2, 2:0) | Чемпионат мира по хоккею с шайбой 1979 |
| СССР: Третьяк; Цыганков — Лутченко, Васильев — Бабинов, Билялетдинов — Первухин; Михайлов (2) — Петров (1) — Харламов (1), Балдерис — Жлуктов (1) — Капустин (1), С. Макаров (2) — В. Голиков — А. Голиков (1), Скворцов — Лебедев — А. Якушев.                              | |                                        |
| №519 27.04.79. | Москва. СССР — ЧССР — 6:1 (2:1, 2:0, 2:0) | Чемпионат мира по хоккею с шайбой 1979 |
| СССР: Третьяк (Мышкин, 48); И. Гимаев — Лутченко, Васильев — Бабинов, Билялетдинов — Первухин; Михайлов — Петров (1) — Харламов (2), Балдерис — Жлуктов — Капустин (1), С. Макаров (1) — В. Голиков — А. Голиков (1), Скворцов — Лебедев — А. Якушев.                        | |                                        |
| №520 08.09.79. | Москва. СССР — Канада — 5:3 (1:1, 3:1, 1:1) | Приз газеты «Руде Право»               |
| СССР: Третьяк; Касатонов — Лутченко, Бабинов — Фетисов, Билялетдинов — Первухин (1), Васильев — Стариков; Михайлов — Петров — Харламов (1), Балдерис — Жлуктов — Капустин (1), С. Макаров (1) — В. Голиков — А. Голиков (1), Мальцев — Шостак — А. Якушев.                   | |                                        |
| №521 09.09.79. | Прага. СССР — Финляндия — 4:1 (1:0, 1:1, 2:0) | Приз газеты «Руде Право»               |
| СССР: Мышкин; Касатонов — Лутченко, Бабинов (1) — Фетисов, Билялетдинов (1) — Первухин, Васильев — Стариков; Михайлов — Петров — Харламов, Балдерис (1) — Жлуктов — Капустин, С. Макаров — В. Голиков (1) — А. Голиков, Мальцев — Шостак — А. Якушев.                        | |                                        |
| №522 11.09.79. | Прага. СССР — Швеция — 8:2 (1:1, 4:0, 3:1) | Приз газеты «Руде Право»               |
| СССР: Третьяк; Касатонов — Лутченко, Бабинов — Фетисов, Билялетдинов — Первухин (2), Васильев — Стариков; Михайлов — Петров (1) — Харламов (1), Балдерис — Жлуктов (1) — Капустин (1), С. Макаров — В. Голиков (1) — А. Голиков, Мальцев — Шостак — А. Якушев (1).           | |                                        |
| №523 13.09.79. | Прага. СССР — ЧССР — 6:4 (1:0, 2:4, 3:0) | Приз газеты «Руде Право»               |
| СССР: Третьяк; Касатонов — Лутченко (1), Бабинов — Фетисов, Билялетдинов — Первухин, Васильев — Стариков; Михайлов — Петров (1) — Харламов, Балдерис — Жлуктов (1) — Капустин, С. Макаров (1) — В. Голиков — А. Голиков (1), Мальцев — Шостак — А. Якушев (1).               | |                                        |
| №524 16.12.79. | Москва. СССР — Швеция — 5:1 (0:1, 3:0, 2:0) | Приз газеты «Известия»                 |
| СССР: Третьяк; Бабинов — Фетисов, Васильев — Стариков, Билялетдинов — Первухин, Касатонов — Лутченко; Михайлов (1) — Петров — Харламов, С. Макаров — Жлуктов (1) — Балдерис (1), Мальцев (1) — В. Голиков — А. Голиков (1), Лебедев — Лаврентьев — Капустин.                 | |                                        |
| №525 18.12.79. | Москва. СССР — Финляндия — 6:3 (1:1, 1:1, 4:1) | Приз газеты «Известия»                 |
| СССР: Мышкин; Бабинов (1) — Фетисов (1), Васильев — Стариков, Билялетдинов — Первухин, Касатонов — Лутченко; Михайлов — Петров — Харламов (1), С. Макаров (2) — Жлуктов — Балдерис (1), Мальцев — В. Голиков — А. Голиков, Лебедев — Лаврентьев — Капустин.                  | |                                        |
| №526 19.12.79. | Москва. СССР — Канада — 5:2 (1:0, 2:1, 2:1) | Приз газеты «Известия»                 |
| СССР: Мышкин; Бабинов — Фетисов, Васильев (1) — Стариков, Билялетдинов — Первухин, Касатонов — Лутченко; Михайлов (1) — Петров (1) — Харламов, С. Макаров — Жлуктов (1) — Балдерис, Мальцев — В. Голиков — А. Голиков (1), Лебедев — Лаврентьев — Капустин.                  | |                                        |
| №527 21.12.79. | Москва. СССР — ЧССР — 3:2 (2:2, 1:0, 0:0) | Приз газеты «Известия»                 |
| СССР: Третьяк; Васильев — Стариков, Билялетдинов — Первухин, Касатонов — Лутченко, Фетисов; Михайлов — Петров — Харламов (1), С. Макаров — Жлуктов — Балдерис (1), Мальцев — В. Голиков — А. Голиков (1), Лебедев — Лаврентьев — Капустин.                                   | |                                        |

| Матчи Сборной СССР за предыдущие годы (1970—1974) | Матчи Сборной СССР по хоккею, сыграные в 1975—1979 гг. | Матчи Сборной СССР за последующие годы (1980—1984) |